# Aki Schmidt

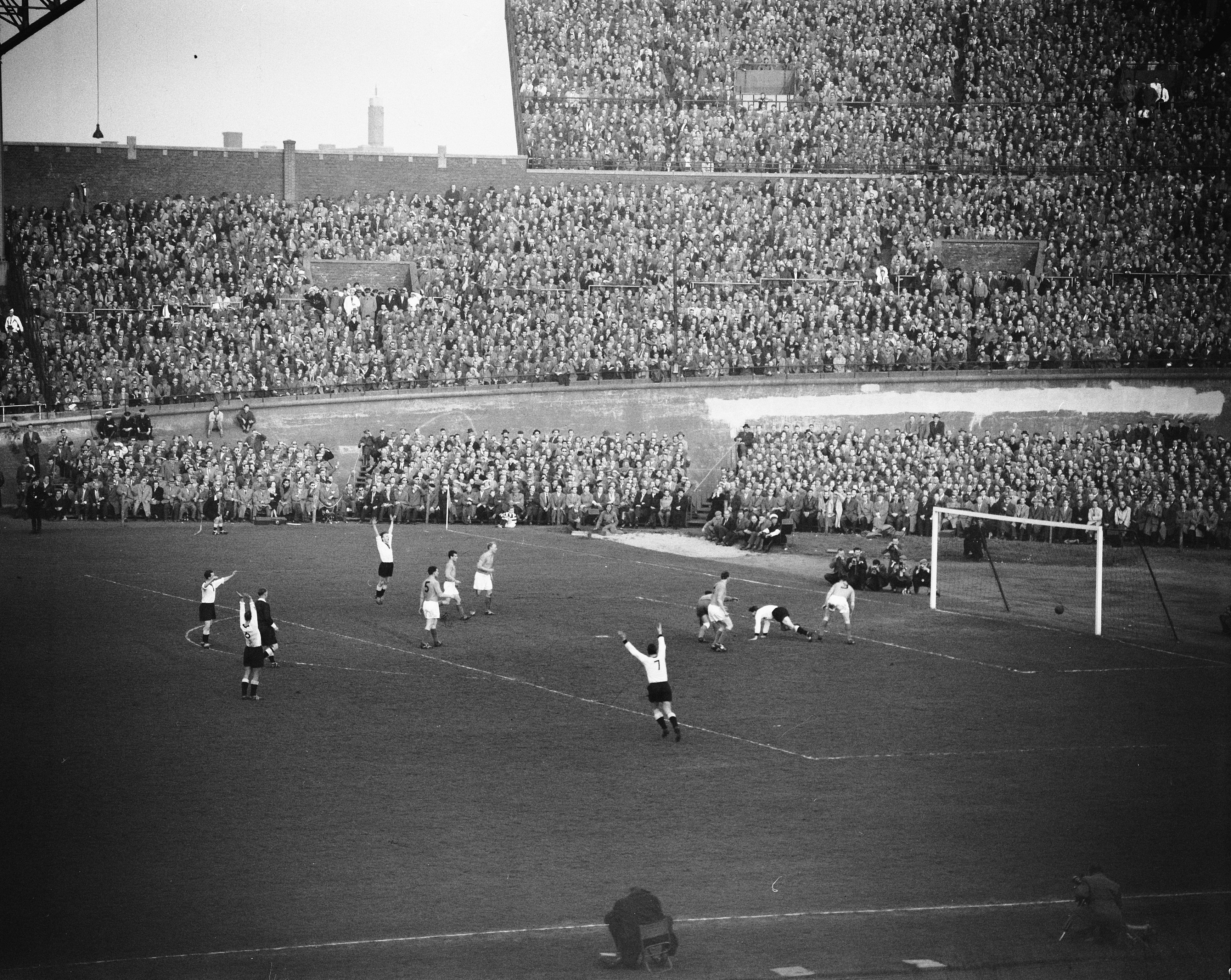
Aki Schmidt erzielt am 3. April 1957 bei seinem Länderspiel-Debüt gegen die Niederlande das 2:1 für die deutsche Nationalmannschaft.

Alfred „Aki“ Schmidt (* 5. September 1935 in Dortmund; † 11. November 2016 ebenda) war ein deutscher Fußballspieler und -trainer.

## Karriere als Spieler
1956 wechselte Schmidt vom Dortmunder Vorortverein SpVg Berghofen zu Borussia Dortmund und wurde mit diesem Verein 1956, 1957 und 1963 Deutscher Meister sowie 1965 DFB-Pokalsieger; 1966 gewann der Mittelfeldspieler mit Dortmund den Europapokal der Pokalsieger. Insgesamt absolvierte er für den BVB 195 Einsätze und erzielte 57 Tore in der Oberliga West sowie 81 Einsätze mit 19 erzielten Toren in der Bundesliga.
Ausgerechnet ein Karrierehöhepunkt wurde zu einer Schmidts größten persönlichen Enttäuschungen: 1957 wurde er – als Stammspieler des BVB und aktueller Nationalspieler – im Finale um die deutsche Meisterschaft gegen den Hamburger SV nicht eingesetzt, weil Trainer Helmut Schneider die exakt gleiche Elf auflaufen lassen wollte, die im Vorjahr den Titel geholt hatte.
In der Nationalmannschaft spielte Schmidt zwischen 1957 und 1964 insgesamt 25-mal. 1958 wurde er mit der Nationalmannschaft Vierter bei der Fußballweltmeisterschaft in Schweden. Schmidt war der erste BVB-Spieler, der Kapitän der Nationalmannschaft war.

## Karriere als Trainer und Funktionär
Noch während seiner aktiven Zeit begann Schmidt ab 1966 an der Sporthochschule Köln damit, sein Trainerdiplom zu erwerben. Nach seiner Spielerlaufbahn betätigte er sich dann als Trainer. Von 1970 bis 1971 trainierte er Kickers Offenbach und gewann mit dem Verein 1970 den DFB-Pokal. Beim unterklassigen SSV Jahn Regensburg trainierte er 1968 bis 1970, 1973 bis 1975, 1990 bis 1992 (nach 15 Jahren Abstinenz als Trainer) und 1993 bis 1994. Mit dem Verein gelang ihm unter anderem der Aufstieg in die 2. Bundesliga und später der Aufstieg von der vierten in die dritte Spielklasse. Er wurde in Regensburg zum „Jahrhunderttrainer“ der Vereinsgeschichte erkoren. Weitere Trainerstationen waren unter anderem in der Saison 1971/72 Preußen Münster und von 1972/73 der FK Pirmasens.
Von 1997 bis 2007 war Schmidt Fanbeauftragter bei Borussia Dortmund; bis ins hohe Alter veranstaltete er unter anderem Führungen durch das Dortmunder Stadion. Des Weiteren war er von November 2007 bis 2013 Kassenprüfer des Vereins.

## Privates
Schmidt war Sohn eines Stahlarbeiters des Hörder Bergwerks- und Hütten-Vereins. Er war verheiratet und hatte zwei Söhne. Er lebte zeitweise mit seiner Frau und seinen Söhnen in Burglengenfeld bei Regensburg und arbeitete dort nach seiner aktiven Karriere als Sportlehrer. Zuletzt lebte Aki Schmidt im Dortmunder Vorort Neuasseln.
Schmidt hatte Gastauftritte in der RTL-Krimi-Fernsehserie Balko.

## Erfolge
Als Spieler:
- Deutscher Meister: 1956, 1957, 1963
- DFB-Pokal-Sieger 1965
- Europapokal der Pokalsieger 1966

Als Trainer:
- DFB-Pokal-Sieger 1970